# Dumitru Focșeneanu
Dumitru Focșeneanu (ur. 8 listopada 1935 w Breazie, zm. 20 czerwca 2019 w Krajowie) – rumuński bobsleista, uczestnik Zimowych Igrzysk Olimpijskich w Sapporo.

## Igrzyska Olimpijskie
Dumitru Focșeneanu uczestniczył w jednych Zimowych Igrzyskach Olimpijskich w 1972 w japońskim Sapporo. Na tych igrzyskach uczestniczył zarówno w konkursie dwójek, jak i czwórek. W konkursie dwójek zajął 12. miejsce z Dragoșem Panaitescu-Rapanem. W konkursie czwórek reprezentacja Rumunii w składzie Ion Panțuru, Ion Zangor, Dumitru Pascu i Dumitru Focșeneanu zajęła 10. miejsce.